# Zale salicis
Zale salicis là một loài bướm đêm trong họ Erebidae.